# Seydlitz (křižník)
Seydlitz byl roku 1936 rozestavěn jako těžký křižník německé Kriegsmarine. Byla to v pořadí čtvrtá jednotka třídy Admirál Hipper. Po vypuknutí války byla jeho stavba pozastavena. Roku 1942 bylo rozhodnuto o konverzi téměř hotového Seydlitze na lehkou letadlovou loď Weser. Práce byly po půl roce opět zastaveny a na konci války bylo nedokončené plavidlo potopeno v Königsbergu. Později jej Sověti vyzvedli a sešrotovali.

## Stavba

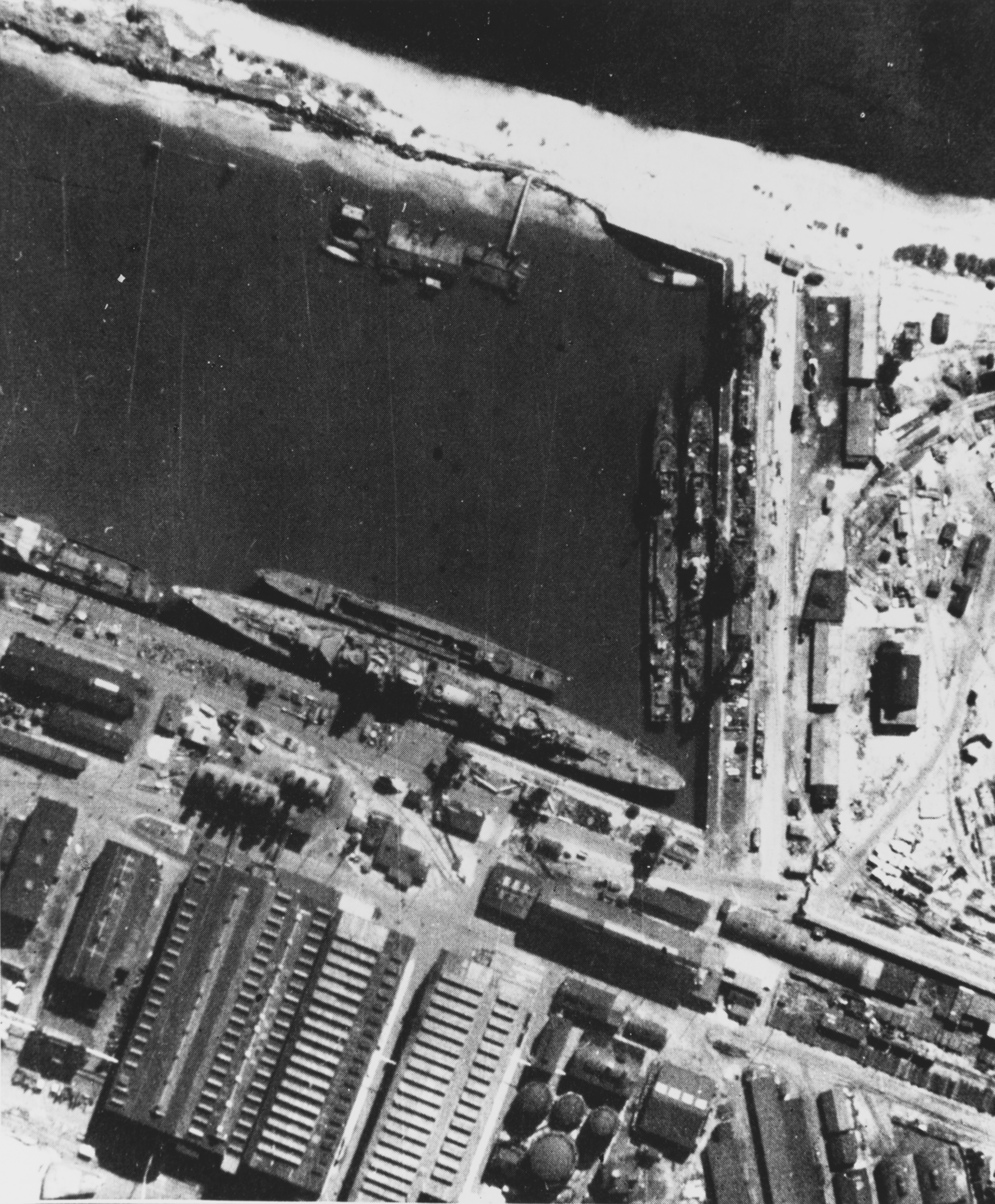
Téměř dokončený Seydlitz vyfotografovaný průzkumným letounem 8. května 1942

Kýl byl založen 29. prosince 1936 v loděnicích Deschimag AG Weser v Brémách. Na vodu byl křižník spuštěn 19. ledna 1939. Brzy po začátku druhé světové války se německé loděnice přeorientovaly na stavbu ponorek a dokončení velkých hladinových jednotek (kromě Seydlitze se to týkalo například i rozestavěné letadlové lodi Graf Zeppelin) nabíralo čím dál větší zpoždění. V červnu 1942 Hitler rozhodl o dokončení plavidla Seydlitz v podobě lehké letadlové lodě, přejmenované na Weser. Vliv na to mohlo mít i podíl britských palubních letounů Swordfish na potopení německé bitevní lodě Bismarck. Těžký křižník Seydlitz byl tehdy hotov z 95 %. Dokončení plavidla se tím značně odložilo. Přestavba plavidla začala v prosinci 1942. Její součástí bylo odstranění křižníkových nástaveb a dělových věží. V červnu 1943 se priority opět změnily a práce byly zastaveny. Dne 2. dubna 1944 byl trup odtažen do Königsbergu. Využíván byl jako hulk. Dne 10. ledna 1945 byl nedokončený Seydlitz potopen samotnými Němci. Vrak byl později vyzvednut a sešrotován.

## Konstrukce
Letadlová loď měla klasickou koncepci s ostrovem na pravoboku. Pancéřování představoval 80mm pás na bocích trupu a 30–50mm pancéřová paluba. Hlavní obrannou výzbroj představovalo deset 105mm kanónů ve dvouhlavňových věžích (dvě před a tři za ostrovem), které doplňovalo deset 37mm kanónů a dvanáct 20mm kanónů. Letová paluba měla délku 200 metrů a šířku 32 metrů. Pod ní se nacházel jednopatrový hangár o délce 137,5 metru. S letovou palubou jej spojovaly dva výtahy. Palubní letouny měly startovat pomocí dvou katapultů. Plavidlo mělo nést osmnáct letounů. Stíhací letouny Bf 109T, střemhlavé bombardéry Junkers Ju-87C a torpédové bombardéry a průzkumné letouny Fieseler Fi 167. Pohonný systém tvořilo dvanáct kotlů Wagner a tři sady turbín Deschimag o výkonu 130 000 hp, pohánějící tři lodní šrouby. Nejvyšší rychlost měla dosahovat 32 uzlů.